# 1491 Balduinus
1491 Balduinus è un asteroide della fascia principale. Scoperto nel 1938, presenta un'orbita caratterizzata da un semiasse maggiore pari a 3,2234548 UA e da un'eccentricità di 0,1484885, inclinata di 3,71419° rispetto all'eclittica.
Lo scopritore lavorò a lungo all'Osservatorio Reale del Belgio e per questo dedicò l'asteroide al Re Baldovino del Belgio.